# Hardy Binguila
Hardy Alain Samarange Binguila (Kongó, 1996. július 17. –)  kongói válogatott labdarúgó, a CARA Brazzaville játékosa.
A kongói válogatott tagjaként részt vesz a 2015-ös afrikai nemzetek kupáján.